# 大圆颌针鱼
大圆颌针鱼（学名：Tylosurus crocodilus）为颌针鱼科圆颌针鱼属的鱼类。分布于广泛分布于热带太平洋及印度洋、西起印度洋塞舌尔群岛、东到夏威夷群岛、南起澳大利亚北部及萨摩群岛、北到日本长崎以及东海南部及南海等，属于近海暖水性鱼类。该物种的模式产地在日本。
學名Tylosurus crocodilus crocodilus和Tylosurus giganteus似乎是相同魚種。
大圆颌针鱼的肉可供食用。

## 亚种
- 鱷形圓頜針魚 Tylosurus crocodilus crocodilus
- 墨西哥針魚     Tylosurus fodiator

不排除鱷形圓頜針魚等於大圆颌针鱼的可能性